# Цунами, Сатоси
Сатоси Цунами (яп. 都並 敏史 Цунами Сатоси, род. 14 августа 1961 года в Токио) — японский футболист и тренер. Выступал за национальную сборную. Отец японского футболиста Юты Цунами.

## Клубная карьера
На протяжении своей футбольной карьеры выступал за клубы «Верди Кавасаки», «Ависпа Фукуока», «Бельмаре Хирацука». Цунами стал играть в футбол ещё в молодёжной команде «Верди Кавасаки» (ранее — «Ёмиури»), а выступать за основу клуба стал с 1980 года. В его составе он пять раз становился чемпионом страны, трижды — обладателем Кубка лиги и Кубка Императора. Это была золотая эра в истории клуба и самого Цунами, который трижды был включен в символическую сборную чемпионата (1982, 1983 и 1984). В 1992 году японская футбольная лига была расформирована и вместо неё образована Джей-лига. В это время Цунами всё реже появляется на поле. Перед тем как завершить карьеру он недолгое время выступает в клубах «Ависпа Фукуока» (1996-1997) и «Бельмаре Хирацука» (1997—1998). Всего Цунами провел 267 матчей и забил 5 голов в высшем дивизионе страны.

## Карьера в сборной
С 1980 по 1995 год сыграл за национальную сборную Японии 78 матчей, в которых забил 2 гола. Первое появление на поле состоялось 22 декабря 1980 года в отборочном матче к чемпионату мира против Сингапура в Гонконге. Первый гол за сборную Цунами забил 20 сентября 1986 года на Азиатских играх в ворота Непала в Тэджоне. После матчей квалификации на Летние Олимпийские игры 1988 года Цунами долгое время не вызывался в национальную команду. Но через пять лет он получил приглашение принять участие в Кубке Азии по футболу 1992 года. Цунами провел все игры на турнире (кроме одной по причине дисквалификации), который сборная Японии выиграла.
Тренер национальной сборной Ханс Офт вызвал Цунами на отборочные матчи к чемпионату мира 1994 года, назвав его ключевым игроком команды, даже несмотря на то, что игрок был травмирован. Он так и не провел ни одной игры в рамках квалификации, поскольку восстановление проходило не так быстро, как всем бы хотелось. 28 октября 1993 года в последнем решающем матче Япония потеряла надежду на выход в финальный турнир чемпионата мира, когда в дополнительное время футболист сборной Ирака сравнял счет. Японские болельщики окрестили эту встречу «Агонией в Дохе» или «Трагедией в Дохе», и называли отсутствие Цунами на поле в тот день одной из главных причин неудачи.

## Тренерская карьера
После окончания игровой карьеры Цунами выступал экспертом на телевидении и работал тренером в молодёжной команде «Токио Верди». Он получил тренерскую лицензию S-класса, которая была необходимым условием для управления клубом Джей-лиги в 2004 году. А уже в следующем был назначен главным тренером клуба второго дивизиона «Вегалта Сэндай». Руководство команды надеялось на повышение в классе, но сезон она закончила лишь четвёртой. После этого Цунами был уволен. В 2006 году он стал помощником Руя Рамоса, только получившего назначение в «Токио Верди». На тот момент клуб также вылетел во второй дивизион Джей-лиги, и тренерам не удалось вернуть команду обратно. После этого, в отличие от Рамоса, Цунами решил сменить место работы. Следующим его клубом в 2007 году стал «Сересо Осака», где Цунами проработал лишь до мая. В 2008 году он возглавил «Иокогаму», которая по окончании сезона заняла десятое место во втором дивизионе. Видимо, такой результат не устроил руководство и Цунами был уволен.

## Достижения

### Командные
«Ёмиури/Верди Кавасаки»
- Чемпион Первого Дивизиона Японской футбольной лиги: 1983, 1984, 1986/87, 1990/91, 1991/92
- Обладатель Кубка лиги: 1979, 1985, 1991
- Обладатель Кубка Императора: 1984, 1986, 1987

Сборная Японии
- Кубка Азии: 1992

### Личные
- Символическая сборная Первого дивизиона японской футбольной лиги: 1982, 1983, 1984

## Статистика

### В клубе
| Выступление за клуб | Выступление за клуб | Выступление за клуб          | Лига  | Лига | Кубок            | Кубок            | Кубок лиги | Кубок лиги | Итого | Итого |
| Сезон               | Клуб                | Лига                         | Матчи | Голы | Матчи            | Голы             | Матчи      | Голы       | Матчи | Голы  |
| Япония              | Япония              | Япония                       | Лига  | Лига | Кубок Императора | Кубок Императора | Кубок лиги | Кубок лиги | Итого | Итого |
| ------------------- | ------------------- | ---------------------------- | ----- | ---- | ---------------- | ---------------- | ---------- | ---------- | ----- | ----- |
| 1980                | Ёмиури              | Чемпионат Японии. Дивизион 1 | 12    | 2    | 3                | 0                | 2          | 1          | 17    | 3     |
| 1981                | Ёмиури              | Чемпионат Японии. Дивизион 1 | 18    | 1    | 5                | 0                | 1          | 0          | 24    | 1     |
| 1982                | Ёмиури              | Чемпионат Японии. Дивизион 1 | 17    | 0    | 3                | 0                | 1          | 0          | 21    | 0     |
| 1983                | Ёмиури              | Чемпионат Японии. Дивизион 1 | 18    | 0    | 3                | 0                | 3          | 0          | 24    | 0     |
| 1984                | Ёмиури              | Чемпионат Японии. Дивизион 1 | 18    | 1    | 5                | 0                | 0          | 0          | 23    | 1     |
| 1985/86             | Ёмиури              | Чемпионат Японии. Дивизион 1 | 21    | 0    | 2                | 0                | 4          | 1          | 27    | 1     |
| 1986/87             | Ёмиури              | Чемпионат Японии. Дивизион 1 | 19    | 0    | 3                | 0                | 1          | 0          | 23    | 0     |
| 1987/88             | Ёмиури              | Чемпионат Японии. Дивизион 1 | 10    | 0    | 4                | 0                | 1          | 0          | 15    | 0     |
| 1988/89             | Ёмиури              | Чемпионат Японии. Дивизион 1 | 21    | 0    | 3                | 0                | 3          | 1          | 27    | 1     |
| 1989/90             | Ёмиури              | Чемпионат Японии. Дивизион 1 | 10    | 0    | 4                | 0                | 4          | 0          | 18    | 0     |
| 1990/91             | Ёмиури              | Чемпионат Японии. Дивизион 1 | 21    | 1    | 2                | 0                | 2          | 0          | 25    | 1     |
| 1991/92             | Ёмиури              | Чемпионат Японии. Дивизион 1 | 21    | 0    | 4                | 1                | 5          | 0          | 30    | 1     |
| 1992                | Верди Кавасаки      | Джей-лига                    | -     | -    | 3                | 0                | 11         | 1          | 14    | 1     |
| 1993                | Верди Кавасаки      | Джей-лига                    | 5     | 0    | 0                | 0                | 0          | 0          | 5     | 0     |
| 1994                | Верди Кавасаки      | Джей-лига                    | 8     | 0    | 2                | 1                | 0          | 0          | 10    | 1     |
| 1995                | Верди Кавасаки      | Джей-лига                    | 16    | 0    | 0                | 0                | -          | -          | 16    | 0     |
| 1996                | Ависпа Фукуока      | Джей-лига                    | 21    | 0    | 1                | 0                | 11         | 0          | 33    | 0     |
| 1997                | Ависпа Фукуока      | Джей-лига                    | 0     | 0    | 0                | 0                | 0          | 0          | 0     | 0     |
| 1997                | Бельмаре Хирацука   | Джей-лига                    | 6     | 0    | 0                | 0                | 0          | 0          | 6     | 0     |
| 1998                | Бельмаре Хирацука   | Джей-лига                    | 5     | 0    | 0                | 0                | 4          | 0          | 9     | 0     |
| Итого               | Итого               | Итого                        | 267   | 5    | 47               | 2                | 53         | 4          | 367   | 11    |

### В сборной
| Сборная Японии | Сборная Японии | Сборная Японии |
| Год            | Матчи          | Голы           |
| -------------- | -------------- | -------------- |
| 1980           | 3              | 0              |
| 1981           | 7              | 0              |
| 1982           | 8              | 0              |
| 1983           | 10             | 0              |
| 1984           | 5              | 0              |
| 1985           | 7              | 0              |
| 1986           | 5              | 2              |
| 1987           | 10             | 0              |
| 1988           | 0              | 0              |
| 1989           | 0              | 0              |
| 1990           | 0              | 0              |
| 1991           | 0              | 0              |
| 1992           | 10             | 0              |
| 1993           | 10             | 0              |
| 1994           | 0              | 0              |
| 1995           | 3              | 0              |
| Итого          | 78             | 2              |

### Тренерская статистика
| Команда        | Страна | С     | До    | Статистика | Статистика | Статистика | Статистика | Статистика |
| Команда        | Страна | С     | До    | И          | В          | П          | Н          | Побед %    |
| -------------- | ------ | ----- | ----- | ---------- | ---------- | ---------- | ---------- | ---------- |
| Вегалта Сэндай | Япония | 2005  | 2005  | 44         | 19         | 11         | 14         | 43.18      |
| Сересо Осака   | Япония | 2007  | 2007  | 13         | 4          | 3          | 6          | 30.77      |
| Иокогама       | Япония | 2008  | 2008  | 42         | 11         | 17         | 14         | 26.19      |
| Всего          | Всего  | Всего | Всего | 99         | 34         | 31         | 34         | 34.34      |